# Josep Tastu
Josep Tastu -o Joseph Tastu com fou més conegut- (Perpinyà, 22 d'agost del 1787 - París, 2 de gener del 1849) va ser un impressor i estudiós rossellonès establert a París.

## Biografia
Fill de Pere Tastu, un futur impressor perpinyanès d'anomenada, i renebot del rector de la universitat de Perpinyà Josep Tastu, començà a estudiar al col·legi municipal de Perpinyà, on coincidí amb Francesc Aragó i els seus germans. El 1814 marxà a París per completar l'educació primària i formar-se en els avenços tipogràfics més recents, i a la capital francesa es dedicà a la premsa col·laborant a periòdics de l'oposició, com el nounat (1815) Le Constitutionnel o el Nain jaune. Fundà una nova revista, La Renommée, que només aparegué vint-i-cinc vegades abans que la policia reial la tanqués, i dirigí el Diable boiteux, successor del Nain jaune, fins que aquesta també fou prohibida. A continuació dirigí el Mercure galant (no confondre amb la revista homònima, publicada entre 1672 i 1724, que esdevingué el Mercure de France), un recull polític i literari antecessor de La Minerve. El mateix any 1815 fou un dels coautors del Dictionnaire des girouettes.
El 1816 es casà amb la jove poetessa Sabine Casimire Voïart (que havia conegut a Le Mercure, i que es faria famosa com escriptora amb el nom masculí d'Amable). Tornà a Perpinyà, i a partir de desembre del 1816 Josep Tastu fou redactor de la Feuille d'affiches i posteriorment ho fou del Journal de Perpignan. El gener del 1817 s'havia incorporat a la impremta paterna, que passà a portar el nom de "P. Tastu père et fils" i hi romangué, segons algunes fonts fins a desembre del 1820 o potser només fins al 1819 -segons altres-. Altra volta a París, Josep Tastu s'hi feu càrrec el 1821 de la impremta que havia estat dels lliberals germans Beaudouin; hom ha indicat que amb la tornada a París també cercava projectar el valor poètic de la seva esposa «dont le talent littéraire serait resté ignoré au fond de la province» (Capeille Dictionnaire... (1914) p. 607). Després d'obtenir la llicència oficial d'impressor  el 12 d'agost del 1822, la històrica impremta del carrer de Vaugirard 36 tragué a llum tant impressions d'un remarcat bon gust, exemplificades el 1826 per l'edició del primer Recueil de poésies d'Amable Tastu, com tiratges més rutinaris d'encàrrec. L'establiment es posà al servei dels ideals lliberals i de les seves premses eixí un gran nombre d'escrits de plomes de l'oposició, com les de Benjamin Constant, Horace Sebastiani, el comte de Montlosier, el general Foy, els dramaturgs Joseph Méry i Auguste Barthélemy… Una gestió empresarial no prou ajustada, però, i la crisi econòmica posterior a la Revolució francesa de Juliol de 1830, arruïnaren la impremta, que al 5 de juliol del 1831 passà a Jacques-Henry Dupuy. Tot i això, hi hagué encara algunes publicacions amb peu d'impremta Tastu i data de publicació 1832 o 1833. Al perpinyanenc només li restà una gran biblioteca de llibres espanyols, portuguesos, italians i clàssics francesos que li permeteren dedicar-se, d'aleshores endavant, a l'estudi de la filologia i la bibliografia romàniques, mentre ell i la seva família subsistien gràcies a les obres de divulgació que publicava la seva esposa Amable, i a la feina que ell aconseguí a la "Bibliothèque de Sainte-Geneviève", primer com a bibliotecari adjunt i el 1838 com a conservador.
En la segona etapa de la vida, que dedicà a la investigació, Tastu estudià i transcrigué un gran nombre de documents antics catalans. Traduí -lliurement- al català i publicà Les contrabandiers de Pierre-Jean de Béranger (1833), una obra d'èxit contemporània, cosa que constituí tot un trencament amb la tradició (arcaïtzant, vinculada a la tradició religiosa, pròpia de les classes populars) de la llengua rossellonesa. Viatjà a Catalunya i a les Balears  els anys 1837-1838 i hi consultà diverses biblioteques, cosa que li permeté trobar i copiar un manuscrit de Leys d'amors de l'occità Guilhèm Molinièr, conservat al monestir de Sant Cugat del Vallès. Estudià manuscrits d'Ausiàs March (el Cançoner d'amor, ms. 225, i les Obres de Osias March, ms. 479 de la Biblioteca Nacional de França) i va elaborar unes inèdites Notes généalogiques et biographiques sur Auzias March. Adquirí manuscrits autògrafs de l'obra de Joan Pujol i començà a preparar-los per a editar, alhora que feia conèixer l'autor a Torres i Amat. També mantingué correspondència amb estudiosos francesos (François Raynouard, a qui hagué de retreure que utilitzés a l'obra Lexique roman (1836) els seus treballs sense reconèixer-ne l'aportació) i catalans, com Fèlix Torres i Amat de Palou a qui volia ajudar en les Memorias para ayudar a formar un diccionario crítico de los autores catalanes (el català sí que l'esmentà en els agraïments de la seva obra).

La documentació de l'erudit perpinyanenc es conserva a la Biblioteca Mazarina de París, mentre que la seva biblioteca particular va anar a la venda. A la biblioteca Mazarina es guarden còpies d'un gran nombre de documents catalans antics que va fer (com La glòria d'amor de Bernat Hug de Rocabertí), i inicis de treballs de moltes menes que generalment no prosperaren. Entre aquests materials hi ha els que li havien de servir per publicar una gran gramàtica catalana (escrita entre 1833 i 1834) que creia que seria una obra de gran interès per a l'estudi de la romanística, com explicava als alumnes de l'école des Chartes per qui havia concebut un curs en vint-i-cinc lliçons: 
| « | Livré moi-même à cette étude, j'ai fait depuis longtemps une grammaire générale de la langue catalane; persuadé comme je le suis qu'étant la plus régulière des langues romanes, la plus lentement altérée, la plus longtemps demeurée à l'état de langue, enfin l'une des plus riches en monuments, elle était la plus propre à servir de base pour toutes les règles grammaticales des autres branches de la linguistique romane. | » |
| — | |   |

La contribució de Josep Tastu a la cultura rossellonesa també tingué una altra faceta, que es mostrà quan el 1817 proposà al prefecte dels Pirineus Orientals, Villiers du Terrage, que adquirís per al departament unes pintures del perpinyanenc Jacint Rigau que el sogre d'en Tastu, pare de Sabine, tenia en venda a la seva galeria de Choisy-le-Roi. L'operació no reeixí amb Villiers du Terrage, però si ho feu el 1820 amb el seu successor, de Villeneuve-Bargemont, que creà un nou museu a la capital del Rosselló, el Musée des Beaux-Arts Hyacinthe Rigaud.
Josep i Amable Tastu tingueren un únic fill, de nom Eugène  i que va seguir la carrera diplomàtica.
Josep Tastu va ser nomenat acadèmic corresponent de l'Acadèmia de Bones Lletres de Barcelona, de l'Acadèmia de Ciències i Arts de Mallorca i de l'Acadèmia de la Història de Madrid. A Perpinyà hi té un carrer dedicat. 

## Obres de Josep Tastu
- Charrin, Pierre-Joseph; Proisy d'Eppe, César de; Eymery, Alexis; Perin, René; Tastu, Joseph. Dictionnaire des girouettes, ou Nos contemporains peints d'après eux-mèmes.  París: Alexis Eymery, libraire, 1815.
- Los Contrabanders, cansoneta nova a imitaciò d'aquesta den P.-J. de Béranger, rimada per un curios-apassionat de la Ilengua romanò-catalana.  París: Techener, 1833.
- Pujol, Joan; Tastu, Joseph (editor). La singular y admirable victória que per la gracia de N.S.D. obtingué el serennissim senyor don Juan Daustria de la potentíssima armada turquesca [prova d'edició].  París: Tastu, 1836-1845.
- L'Empereur Napoléon. Tableaux et récits des batailles, combats, actions, faits militaires des armées sous leur immortel général....  París: Audot, 1837.
- Buchon, J.A.C.; Tastu, J. «Notice d'un Atlas en langue Catalane. (Ms.6816, anné 1375) [amb edició dels textos i les taules]». Notes et extraits des manuscrits de la Bibliothèque du roi, vol. XIV, Seconde partie, 1841, pàg. 1-152.
- Atribució discutida: Pere Ponsich[17] atribueix a l'erudit montpellerenc (?) Joseph Tastu una  Note sur l'origine des comtes héréditaires de Barcelone et d'Emporias-Roussillon.  (Montpellier: Imp. Pierre Grollier, 1851). El treballet, d'autor anònim i basat en un document del cartolari de Sant Miquel de Cuixà, estava signat a Perpinyà el juny del 1851 (dos anys després de la mort de Josep Tastu, doncs). Capeille considera Emile Tastu [nt 5] autor del fullet.